# Japonitata tricostata
Japonitata tricostata es una especie de insecto coleóptero de la familia Chrysomelidae.
Fue descrita científicamente en 1981 por Chen & Jiang.